# Museu Casa de Rui Barbosa
O Museu Casa de Rui Barbosa é considerado o primeiro museu-casa público do Brasil. Está instalado na residência em que viveu o político, jurista e escritor brasileiro Ruy Barbosa e sua família, de 1895 a 1923, situado à Rua São Clemente, 134, no bairro de Botafogo, na cidade do Rio de Janeiro. O imóvel no qual está localizado o museu foi comprado pelo governo federal em 1924, um ano após a morte de Ruy Barbosa. Criado pelo Decreto n.º 17.758, de 4 de abril de 1927, foi inaugurado em 13 de agosto de 1930 pelo presidente Washington Luís. Em 1966, teve sua personalidade jurídica alterada pela Lei nº 4.943, sendo transformado em Fundação Casa de Rui Barbosa. Atualmente o Museu Casa é uma Divisão que integra o Centro de Memória e Informação da Fundação Casa de Rui Barbosa. Tem como missão preservar o acervo museológico, arqueológico e paisagístico sob sua guarda através de atividades de documentação, educação museal, conservação, comunicação e pesquisa.

## Histórico
Com o falecimento de Ruy Barbosa em 1º de março de 1923, o governo federal brasileiro propôs a compra da casa à viúva, Maria Augusta Ruy Barbosa, devido ao papel fundamental do jurista na transição do Império para a República. Maria Augusta teria, na ocasião, recebido propostas financeiramente vantajosas mas decidiu-se pela venda ao governo federal, ciente da intenção de transformação da casa em instituição cultural. Foram comprados em 1924 a casa, a biblioteca com suas estantes que reúnem 23 mil títulos, em 37 mil volumes, a propriedade intelectual de Ruy Barbosa e seu arquivo pessoal, composto por mais de 60.000 documentos produzidos pelo jurista entre os anos de 1849 a 1923.
Em 13 de agosto de 1930, foi inaugurada, como órgão federal, a Casa de Ruy Barbosa, transformando a residência do jurista em museu aberto ao público. A cerimônia de inauguração contou com a presença do presidente Washington Luís que, no evento, realizou o plantio de uma muda de pau-brasil no jardim do museu. É também creditado a Washington Luís a escolha dos nomes das salas que compõe os diferentes ambientes do Museu, que correspondem a momentos marcantes da atuação do jurista na política, no Direito e na também na sua vida privada:

## Acervos
O Museu Casa de Rui Barbosa possui acervos museológicos, paisagísticos e arqueológicos.

#### Acervo museológico
O acervo museológico é composto pelo legado e espólios do casal Ruy Barbosa e Maria Augusta Ruy Barbosa, doados pela família ou comprados pela instituição. São cerca de 1.500 objetos, organizados em dois livros de Tombo. O primeiro reúne os bens que pertenceram a Ruy Barbosa, sua esposa Maria Augusta e seus filhos. Já o segundo contém quatro coleções: a coleção de objetos que pertenceram à família de Ruy Barbosa; a coleção de objetos adquiridos pelo museu para a reconstituição dos ambientes; a coleção dos objetos relacionados a Ruy Barbosa e finalmente a coleção de objetos diversos, sem relação com Ruy Barbosa mas com interesse para o Museu.
Em sua maioria, as coleções que integram o acervo museológico são compostas por objetos de decoração de interiores, como peças de mobiliário, e por objetos de uso pessoal, como peças de indumentária, de adorno e de higiene e toalete. O museu possui objetos de iluminação, esculturas, pinturas, numismática e medalhística e um piano alemão de meia-cauda da marca C. Bechstein do século XIX, localizado na Sala de Música, utilizado pela família Rui Barbosa em saraus, onde se apresentaram músicos brasileiros como Antonieta Rudge, Bebê de Lima Castro, Magdalena Tagliaferro, Guiomar Novais, Cláudia Muzzi e Gigli.
São destaques do acervo as quatro viaturas de uso de Ruy Barbosa e família: três carruagens de tração animal e um automóvel localizado na antiga Cavalariça:
- Uma viatura modelo Vitória (Carruagem) de origem inglesa,
- Uma viatura modelo Cupê (carruagem) de origem francesa,
- Uma viatura modelo Landau (carruagem) de origem alemã,
- Um automóvel modelo Landaulet (automóvel) fabricado na Alemanha em 1913 pela fábrica Benz, com motor de 55 HP, oito cilindros e velocidade máxima de 80 km/h.[22] O veículo e sua placa, de número 833, foram imortalizados pelo escritor Orígenes Lessa no livro "Assim Falou o 833: Revelações de um carro de Rui Barbosa", de 1983[23]. Em uma de suas crônicas, o escritor Carlos Drummond de Andrade, chamou o automóvel de "um monstro de rodas, uma catedral negra" [24]

#### Acervo paisagístico
O jardim histórico e a Casa de Rui Barbosa formam um valioso conjunto arquitetônico de 9000m², tombado pelo Instituto do Patrimônio Histórico e Artístico Nacional desde 1938.O jardim já constava na escritura do terreno na época da construção pelo primeiro barão da Lagoa, Bernardo Casemiro de Freitas: “O terreno consta de jardim, horta e pomar, grande parreiral sobre vergalhões de barrões de ferro, vasos, figuras, bancos de jardim etc.”
Com cerca de 6000 m² de área ajardinada em estilo romântico,especialistas indicam que o traçado do jardim apresenta inspiração no trabalho do paisagista francês Auguste François Marie Glaziou. Sua composição vegetal conta com espécies nativas, como o sapoti, o abiu, a aroeira, e o araçá, e com espécies exóticas, como as mangueiras, o jambeiro, e a lichia centenária, plantada pelo próprio Ruy Barbosa em 1895. O grande parreiral que ainda hoje permanece o centro do jardim era ocupado por parreiras e rosas, que cresciam em grande quantidade. Segundo os familiares, cerca de 300 espécies de rosas eram cultivadas no local por Ruy Barbosa.
Em 1927, quando já a casa já pertencia ao governo federal, parte do jardim foi alterada para a passagem de uma rua que ligaria a Rua São Clemente à Rua Assunção. Por isso, para a inauguração da Casa de Ruy Barbosa, em junho de 1930, foi contratado o engenheiro Vittorio Miglietta para a realização de obras de reforma e restituição do jardim e terreno ao seu traçado original.
Apenas a partir da década de 1980, com a Carta de Florença, o jardim passou a ser compreendido como um jardim histórico, ou seja, uma composição arquitetônica e vegetal de interesse histórico. Entre 2015 e 2016 foi realizado o projeto de revitalização e restauração do Jardim Histórico da Fundação Casa de Rui Barbosa, incluindo o paisagismo e os elementos arquitetônicos e artísticos integrados, a modernização da infraestrutura e implementação de melhorias na acessibilidade, iluminação e sinalização.

#### Acervo arqueológico
A Casa de Rui Barbosa é reconhecida pelo Instituto do Patrimônio Histórico e Artístico Nacional como sítio arqueológico histórico, constando no Cadastro Nacional de Sítios Arqueológicos sob o número CNSA RJ00947 .
O Museu Casa de Rui Barbosa detém a guarda de acervo arqueológico coletado em prospecções arqueológicas realizadas no jardim histórico do museu durante a realização de obras de reforma da drenagem pluvial e das galerias de escoamento sanitário.
Em 2016, foram incorporadas peças arqueológicas variadas, como moedas, tinteiros, cachimbos e cerâmicas, coletadas durante o monitoramento arqueológico realizado durante as obras de restauração e revitalização do jardim histórico. Durante as obras também foram encontrados pavimentações de paralelepípedos, até então nunca identificados, escondidos sob os pisos de cimento de um dos trechos do jardim.